# Izštekani (album, Koala Voice)
Izštekani je  album v živo slovenske indie rock skupine Koala Voice, ki je izšel 22. maja 2018 pri ZKP RTV Slovenija. Posnet je bil v sklopu oddaje Izštekani, ki jo vodi Jure Longyka. Med enajstimi pesmimi so tudi tri, ki jih do tedaj skupina ni izdala na nobenem albumu: "Early Bird", "Brainstorm" in priredba pesmi "Ledena" skupine Siddharta.

## Glasba
"Brainstorm" je bila napisana na podlagi dramskega besedila Brainstorm avtorjev Neda Glasierja in Emily Lim za mladinsko gledališko predstavo Vihar v glavi, ki jo je režiral Primož Ekart in je bila premierno uprizorjena 24. aprila 2018 v Lutkovnem gledališču Ljubljana. Skupina Koala Voice je prispevala avtorsko pesem, ki se s predstavo tematsko povezuje.
"Ledeno" so Koala Voice prvič odigrali decembra 2017 na koncertu Izštekanih 10 – Siddharta z gosti.

## Seznam pesmi
| Št. | Naslov                                | Dolžina |
| --- | ------------------------------------- | ------- |
| 1.  | „Napovednik‟                          | 1:05    |
| 2.  | „Dirty Koala‟                         | 1:41    |
| 3.  | „Oxygen Thief‟                        | 3:42    |
| 4.  | „Sierra‟                              | 4:32    |
| 5.  | „Vede premikanja‟                     | 4:05    |
| 6.  | „Talk About It‟                       | 4:36    |
| 7.  | „Remain Silent‟                       | 3:54    |
| 8.  | „Frida Nipl‟                          | 2:51    |
| 9.  | „Brainstorm‟                          | 4:26    |
| 10. | „Early Bird‟                          | 3:46    |
| 11. | „Ledena‟ (priredba skupine Siddharta) | 4:47    |
| 12. | „Wild Dancer‟                         | 3:37    |
| 13. | „Zadnje besede‟                       | 0:25    |

## Zasedba
Koala Voice
- Manca Trampuš — vokal, kitara, sintesajzer
- Domen Don Holc — kitara
- Tilen Prašnikar — bas kitara, spremljevalni vokal
- Miha Prašnikar — bobni, spremljevalni vokal

Tehnično osebje
- Jure Vlahovič — miks